# Litauen i olympiska sommarspelen 2004
Litauen i olympiska sommarspelen 2004 bestod av 59 idrottare som blivit uttagna av Litauens olympiska kommitté.

## Basket
Herrar
Gruppspel
| Lag         | Vinster | Förluster | Poäng | Första Tiebreaker Särskiljning av lika lag | Andra Tiebreaker Målgenomsnitt för lika lag |
| ----------- | ------- | --------- | ----- | ------------------------------------------ | ------------------------------------------- |
| Litauen     | 5       | 0         | 10    |                                            |                                             |
| Grekland    | 3       | 2         | 8     | 1-1                                        | 1.12                                        |
| Puerto Rico | 3       | 2         | 8     | 1-1                                        | 0.98                                        |
| USA         | 3       | 2         | 8     | 1-1                                        | 0.92                                        |
| Australien  | 1       | 4         | 6     |                                            |                                             |
| Angola      | 0       | 5         | 5     |                                            |                                             |

| 15 augusti 9:00 |                                                 | Angola | 73–78                                                                           | Litauen |  | Helliniko Indoor Arena, Aten Publik: 400 Domare: Chantal Julien (Frankrike) Ma Li Jun (Kina) |
| 15 augusti 9:00 | Resultat efter kvart: 24–14, 8–14, 23–28, 18–22 |        |                                                                                 |         |  | Helliniko Indoor Arena, Aten Publik: 400 Domare: Chantal Julien (Frankrike) Ma Li Jun (Kina) |
| 15 augusti 9:00 | Pts: Lutonda 17 Rebs: Lutonda 4 Asts: Lutonda 6 |        | Pts: Lavrinovič, E. Žukauskas 15 var Rebs: E. Žukauskas 11 Asts: Jasikevičius 6 |         |  | Helliniko Indoor Arena, Aten Publik: 400 Domare: Chantal Julien (Frankrike) Ma Li Jun (Kina) |

| 17 augusti 14:30 |                                                              | Litauen | 98–90                                                                    | Puerto Rico |  | Helliniko Indoor Arena, Aten Publik: 12 500 Domare: Pablo Estevez (Argentina) Zoran Šutulović (Serbien och Montenegro) |
| 17 augusti 14:30 | Resultat efter kvart: 26–32, 23–12, 22–22, 27–24             |         |                                                                          |             |  | Helliniko Indoor Arena, Aten Publik: 12 500 Domare: Pablo Estevez (Argentina) Zoran Šutulović (Serbien och Montenegro) |
| 17 augusti 14:30 | Pts: Šiškauskas 23 Rebs: E. Žukauskas 8 Asts: Jasikevičius 7 |         | Pts: Arroyo, Ayuso 25 var Rebs: Hourruitiner 6 Asts: Arroyo, Ayuso 2 var |             |  | Helliniko Indoor Arena, Aten Publik: 12 500 Domare: Pablo Estevez (Argentina) Zoran Šutulović (Serbien och Montenegro) |

| 19 augusti 22:15 |                                                       | Grekland | 76–98                                                                  | Litauen |  | Helliniko Indoor Arena, Aten Publik: 12 000 Domare: Renato Santos (Brasilien) Pablo Estevez (Argentina) |
| 19 augusti 22:15 | Resultat efter kvart: 10–28, 15–26, 19–22, 32–22      |          |                                                                        |         |  | Helliniko Indoor Arena, Aten Publik: 12 000 Domare: Renato Santos (Brasilien) Pablo Estevez (Argentina) |
| 19 augusti 22:15 | Pts: Zisis 18 Rebs: Papanikolaou 7 Asts: Papaloukas 3 |          | Pts: Šiškauskas 25 Rebs: Javtokas, Songaila 5 var Asts: Jasikevičius 8 |         |  | Helliniko Indoor Arena, Aten Publik: 12 000 Domare: Renato Santos (Brasilien) Pablo Estevez (Argentina) |

| 21 augusti 20:00 |                                                               | Litauen | 94–90                                             | USA |  | Helliniko Indoor Arena, Aten Publik: 12 000 Domare: Reynaldo Sanchez (Dominikanska republiken) Zoran Šutulović (Serbien och Montenegro) |
| 21 augusti 20:00 | Resultat efter kvart: 23–26, 21–23, 23–20, 27–21              |         |                                                   |     |  | Helliniko Indoor Arena, Aten Publik: 12 000 Domare: Reynaldo Sanchez (Dominikanska republiken) Zoran Šutulović (Serbien och Montenegro) |
| 21 augusti 20:00 | Pts: Jasikevičius 28 Rebs: Štombergas 10 Asts: Jasikevičius 4 |         | Pts: Jefferson 20 Rebs: Duncan 20 Asts: Marbury 3 |     |  | Helliniko Indoor Arena, Aten Publik: 12 000 Domare: Reynaldo Sanchez (Dominikanska republiken) Zoran Šutulović (Serbien och Montenegro) |

| 23 augusti 11:15 |                                                        | Litauen | 100–85                                                | Australien |  | Helliniko Indoor Arena, Aten Publik: 7 650 Domare: Vicente Bulto (Spanien) Alejandro Chiti (Argentina) |
| 23 augusti 11:15 | 'Resultat efter kvart: 20–19, 32–9, 23–38, 25–19       |         |                                                       |            |  | Helliniko Indoor Arena, Aten Publik: 7 650 Domare: Vicente Bulto (Spanien) Alejandro Chiti (Argentina) |
| 23 augusti 11:15 | Pts: Javtokas 23 Rebs: Javtokas 9 Asts: Jasikevičius 4 |         | Pts: Bogut, Saville 21 var Rebs: Bogut 9 Asts: Heal 3 |            |  | Helliniko Indoor Arena, Aten Publik: 7 650 Domare: Vicente Bulto (Spanien) Alejandro Chiti (Argentina) |

Slutspel
|  | Kvartsfinaler | Kvartsfinaler |               |      | Semifinaler | Semifinaler |           |            | Final      | Final |
|  | 0             | 0             | 0             | 0    | 0           | 0           | 0         | 0          | 0          | 0     |
|  |               |               | 0             | 0    |             |             | 0         | 0          |            |       |
|  |               |               | 0             | 0    |             |             | 0         | 0          |            |       |
|  | 0 Spanien     | 094           | 0             | 0    |             |             | 0         | 0          |            |       |
|  | 0 Spanien     | 094           | 0             | 0    |             |             | 0         | 0          |            |       |
|  | 0 USA         | 0102          | 0             | 0    |             |             | 0         | 0          |            |       |
|  | 0 USA         | 0102          | 0             | 0    | 0 USA       | 081         | 0         | 0          |            |       |
|  |               |               | 0             | 0    | 0 USA       | 081         | 0         | 0          |            |       |
|  | 0             | 0 Argentina   | 0             | 089  | 0           |             |           | 0          |            |       |
|  | 0             | 0 Argentina   | 0             | 089  | 0           | 0 Argentina | 069       | 0          |            |       |
|  | 0             |               |               |      |             | 0 Argentina | 069       | 0          |            |       |
|  | 0             | 0 Grekland    | 064           | 0    |             |             |           | 0          |            |       |
|  | 0             | 0 Grekland    | 064           | 0    | 0 Argentina | 084         |           | 0          |            |       |
|  | 0             |               |               | 0    | 0 Argentina | 084         |           | 0          |            |       |
|  | 0             | 0             | 0 Italien     | 0    | 069         |             |           |            |            |       |
|  | 0             | 0             | 0 Italien     | 0    | 069         | 0 Litauen   | 095       |            |            |       |
|  | 0             | 0             |               |      |             |             | 095       |            |            |       |
|  | 0             | 0             | 0 Kina        | 075  | 0           |             |           |            |            |       |
|  | 0             | 0             | 0 Kina        | 075  | 0           | 0 Litauen   | 091       | Bronsmatch | Bronsmatch |       |
|  | 0             | 0             |               |      | 0           | 0 Litauen   | 091       | Bronsmatch | Bronsmatch |       |
|  | 0             | 0             | 0 Italien     | 0100 | 0           | 0           |           |            |            |       |
|  | 0             | 0             | 0 Italien     | 0100 | 0           | 0           | 0 Italien | 083        | 0 USA      | 0104  |
|  | 0             | 0             |               |      | 0           | 0           | 0 Italien | 083        | 0 USA      | 0104  |
|  | 0             | 0             | 0 Puerto Rico | 070  | 0           | 0           | 0 Litauen | 096        |            |       |
|  | 0             | 0             | 0 Puerto Rico | 070  | 0           | 0           | 0 Litauen | 096        |            |       |
|  |               |               |               |      |             |             |           |            |            |       |
|  |               |               |               |      |             |             |           |            |            |       |

## Boxning
Weltervikt
- Rolandas Jasevicius
  - Sextondelsfinal: Förlorade mot Aliasker Bashirov från Turkmenistan (21 - 54)

Supertungvikt
- Jaroslav Jaksto
  - Åttondelsfinal: Besegrade Victor Bisbal från Puerto Rico (26 - 17)
  - Kvartsfinal: Förlorade mot Mohamed Aly från Egypten (11 - 19)

## Brottning
Grekisk-romersk stil, herrar 55 kg
- Svajunas Adomaitis
  - Pool 3
    - Förlorade mot Irakli Chochua från Georgien (1 - 3)
    - Förlorade mot Ercan Yildiz från Turkiet (1 - 3; 6:29)

  - 3:a i poolen, gick inte vidare (2 TP, 2 CP, 16:a totalt)

Grekisk-romersk stil, herrar 96 kg
- Mindaugas Ezerskis
  - Pool 3
    - Besegrade Petru Sudureac från Rumänien (3 - 1)
    - Förlorade mot Masoud Hashemzadeh från Iran (Fall; 4:43)

  - 2:a i poolen, gick inte vidare (6 TP, 3 CP, 13:a totalt)

Grekisk-romersk stil, herrar 120 kg
- Mindaugas Mizgaitis
  - Pool 6
    - Förlorade mot Rulon Gardner från USA (0 - 3)
    - Besegrade Marek Mikulski från Polen (3 - 0)
    - Förlorade mot Serguey Moreyko från Bulgarien (1 - 2; 9:00)

  - 3:a i poolen, gick inte vidare (4 TP, 4 CP, 11:a totalt)

## Cykling

### Landsväg
Damernas linjelopp
- Rasa Polikevičiūtė
  - 3:25:42 (29:a totalt, 1:18 bakom)

- Jolanta Polikevičiūtė
  - 3:25:42 (31:a totalt, 1:18 bakom)

- Edita Pučinskaitė
  - 3:25:10 (9:a totalt, 0:46 bakom)

Damernas tempolopp
- Rasa Polikevičiūtė
  - 34:34.48 (23:a totalt, 3:22.95 bakom)

- Edita Pučinskaitė
  - 32:42.12 (10:a totalt, 1:30.59 bakom)

### Bana
Herrarnas förföljelse
- Linas Balčiūnas
  - Qualifying: 4:22.392 (9:a totalt, gick inte vidare)

Herrarnas lagförföljelse
- Linas Balčiūnas, Aivaras Baranauskas, Ingas Konovalovas, Tomas Vaitkus och Raimondas Vilčinskas
  - Kval: 4:08.812 (8:a totalt, kvalificerade)
  - Första omgången: Förlorade mot Australien (varvade)

Herrarnas poänglopp
- Tomas Vaitkus
  - Gick inte vidare

Damernas tempolopp
- Simona Krupeckaitė
  - 34.317 s (4:e totalt)

Damernas sprint
- Simona Krupeckaitė
  - Kval: 11.430 s (6:a totalt)
  - Åttondelsfinal: Besegrade Svetlana Grankovskaya från Ryssland (1-0; 11.872 s)
  - Kvartsfinal: Förlorade mot Tamilla Abassova från Ryssland (1-2; 11.993 s, 12.632 s, 11.914 s)
  - Klassificering 5-8:e plats: fullföljde inte (7:a totalt)

## Friidrott
Herrarnas 800 meter
- Mindaugas Norbutas
  - Omgång 1: 1:47.38 (6:a i heat 2, did not advance, 40:a totalt) (Säsongsbästa)

Herrarnas maraton
- Mindaugas Pukštas
  - 2:33:02 (74:a totalt)

Herrarnas diskuskastning
- Virgilijus Alekna
  - Kval: 67.79 m (1:a i grupp A, Kvalificerad, 1:a totalt)
  - Final A: 69.89 m (1:a totalt, Kvalificerad)
  - Final B: 69.49 m (Bäst: 69.89 m) (Guld)

Herrarnas 20 kilometer gång
- Gintaras Andriuškevičius
  - 1:27:56 (28:a totalt)

Herrarnas 50 kilometer gång
- Daugvinas Zujus
  - 4:09:41 (30:a totalt)

Damernas 100 meter
- Agne Eggerth
  - Omgång 1: 11.44 s (5:a i heat 6, fick inte vidare, T-32:a totalt)

Damernas maraton
- Živilė Balčiūnaitė
  - 2:35:01 (14:a totalt)

- Inga Juodeškienė
  - 3:09:18 (63:a totalt)

Damernas spjutkastning
- Rita Ramanauskaitė
  - kval: 55.17 m (15:a i grupp B, gick inte vidare, 31:a totalt)

Damernas sjukamp
- Austra Skujytė
  - 6435 poäng (Silver)
    - 100 meter häck: 14.03 s (974 poäng)
    - Höjdhopp: 1.76 m (928 poäng) (Totalt: 1902 poäng)
    - Kulstötning: 16.40 m (955 poäng) (Personbästa) (Totalt: 2857 poäng)
    - 200 meter: 24.82 s (903 poäng) (Personbästa) (Totalt: 3760 poäng)
    - Längdhopp: 6.30 m (943 poäng) (Totalt: 4703 poäng)
    - Spjutkastning: 49.58 m (852 poäng) (Personbästa) (Totalt: 5555 poäng)
    - 800 meter: 2:15.92 (880 poäng) (Personbästa) (Totalt: 6435 poäng)

Damernas 20 kilometer gång
- Kristina Saltanovič
  - 1:32:22 (19:a totalt)

- Sonata Milušauskaitė
  - 1:33:36 (23:a totalt)

## Judo
Herrarnas extra lättvikt (-60 kg)
- Albert Techov
  - 32-delsfinal: Förlorade mot Gal Yekutiel från Israel (Okuri-ashi-barai; waza-ari)

## Kanotsport
Sprint
Herrarnas K-1 500 m
- Alvydas Duonėla
  - Heat: 1:40,365 (3:a i heat, gick till semifinal)
  - Semifinal: 1:40,253 (4:a i semifinal 1, gick inte vidare, 10:a totalt)

Herrarnas K-1 1000 m
- Romas Petrukanecas
  - Heat: 3:37,758 (7:a i heat 3, gick till semifinal)
  - Semifinal: 3:39,493 (9:a i semifinal 2, gick inte vidare, 18:e totalt)

Herrarnas K-2 500 m
- Alvydas Duonėla och Egidijus Balčiūnas
  - Heat: 1:30,521 (2:a i heat 2, gick till semifinal)
  - Semifinal: 1:30,270 (1:a i semifinal 2, gick till final)
  - Final: 1:29,868 (7:a totalt)

## Modern femkamp
Herrarnas tävling
- Edvinas Krungolcas
  - 4420 poäng (31:a plats)
    - Skytte: 171 poäng (988 poäng)
    - Fäktning: 16 W, 15 L (832 poäng) (Totalt: 1820 poäng)
    - Simning: 2:07.23 (1276 poäng) (Totalt: 3224 poäng)
    - Ridning: 112 fel (1088 poäng) (Totalt: 4184 poäng)
    - Löpning: 13:11.15 (236 poäng) (Totalt: 4420 poäng)

- Andrejus Zadneprovskis
  - 5428 poäng (Silver)
    - Skytte: 172 poäng (1000 points)
    - Fäktning: 19 W, 12 L (916 poäng) (Totalt: 1916 poäng)
    - Simning: 2:04.34 (1308 poäng) (Totalt: 3096 poäng)
    - Ridning: 112 fel (1088 poäng) (Totalt: 4312 poäng)
    - Löpning: 9:31.46 (1116 poäng) (Totalt: 5428 poäng)

## Rodd
Herrar
| Idrottare                          | Gren          | Heat    | Heat      | Återkval | Återkval  | Semifinal        | Semifinal        | Final            | Final            | Final |
| Idrottare                          | Gren          | Tid     | Placering | Tid      | Placering | Tid              | Placering        | Tid              | Placering        |       |
| ---------------------------------- | ------------- | ------- | --------- | -------- | --------- | ---------------- | ---------------- | ---------------- | ---------------- | ----- |
| Kęstutis Keblys Einaras Šiaudvytis | Dubbelsculler | 7:07,13 | 4 R       | 6:24,56  | 5         | Gick inte vidare | Gick inte vidare | Gick inte vidare | Gick inte vidare |       |

## Segling
Öppen
| Seglare        | Gren  | Lopp | Lopp | Lopp | Lopp | Lopp | Lopp | Lopp | Lopp | Lopp | Lopp | Lopp | Summerad poäng | Finalplacering |
| Seglare        | Gren  | 1    | 2    | 3    | 4    | 5    | 6    | 7    | 8    | 9    | 10   | M*   | Summerad poäng | Finalplacering |
| -------------- | ----- | ---- | ---- | ---- | ---- | ---- | ---- | ---- | ---- | ---- | ---- | ---- | -------------- | -------------- |
| Giedrius Gužys | Laser | 31   | 19   | 21   | 24   | 21   | 34   | 24   | 19   | 25   | 27   | 28   | 239            | 27             |

M = Medaljlopp; EL = Eliminerad – gick inte vidare till medaljloppet;